# Криволап Володимир Іванович
Криволап Володимир Іванович — український політик. Асоціація народних депутатів України попередніх скликань Верховної Ради, викон. директор (з 1995), член правління.

## Біографія
Народився 12.06.1951 (місто Сміла, Черкаська область); українець; батько Іван Макарович (1925) і мати Марія Никифорівна (1927) — пенсіонери; дружина Ірина Павлівна (1955) — директор магазину; дочка Марина (1976); син Сергій (1981).

### Освіта
Черкаське ПТУ № 2 (1968—1970), слюсар з ремонту контрольно-вимірювальних приладів і автоматики.

### Кар'єра
- З 1970 — електрослюсар з ремонту контрольно-вимірювальних приладів і автоматики, Черкаський хімічний комбінат «Азот».
- З 1973 — помічник машиніста дизель-поїзда, Шевченківське локомотивне депо ім. Т.Шевченка, м. Сміла.
- З 1975 — курсант, Одес. тех. школа машиністів локомотивів.
- 1976–90 — помічник машиніста тепловоза, машиніст дизель-поїзда, машиніст-інструктор колони дизель-поїздів локомотивного депо ім. Т. Шевченка, м. Сміла.

Народний депутат України 12(1) скликання з 03.1990 (2-й тур) до 04.1994, Смілянський виб. окр. № 419, Черкас. обл. Член Комісії з питань розвитку базових галузей народного господарства. Входив до Народної Ради. Член редради «Верховна Рада України дванадцятого скликання. 1990—1994 роки» (1998).
Захоплення: радіотехніка, риболовля, полювання.

## Нагороди
- Орден «За заслуги» III (12.1997), II ступенів (08.2011).

## Джерело
- Довідка [Архівовано 4 березня 2016 у Wayback Machine.]